# Anthurium geitnerianum
Anthurium geitnerianum är en kallaväxtart som beskrevs av A.Regel. Anthurium geitnerianum ingår i släktet Anthurium och familjen kallaväxter. Inga underarter finns listade.